# The Blinded
The Blinded, tidigare Blinded Colony, är en svensk musikgrupp från Karlshamn, som främst spelar melodisk death metal. Bandet formades i januari år 2000 under namnet Stigmata av gitarristerna Johan Blomström (senare basgitarr) och Tobias Olsson samt Niklas Svensson på sång. Deras skiva Bedtime Prayers gavs ut 2007 på det amerikanska skivbolaget Pivotal Rockordings, på vilket bland annat Sonic Syndicate tidigare har legat. 2008 gick Denny Axelsson och Blinded Colony skilda vägar. Bandet bytte namn till The Blinded och släppte en EP år 2010.

## Medlemmar

### Stigmata (2000–2002)
Senaste medlemmar
- Roy Erlandson – basgitarr
- Johan Blomström – gitarr
- Tobias Olsson – gitarr
- Niklas Svensson – sång
- Staffan Franzén – trummor

Tidigare medlemmar
- Christoffer Nilsson – trummor
- Annika Haptén – sång

### Blinded Colony (2002–2010)
Senaste medlemmar
- Martin Bergman – gitarr
- Johan Blomström – basgitarr
- Staffan Franzén – trummor
- Tobias Olsson – gitarr

Tidigare medlemmar
- Christoffer – basgitarr
- Johan Olsson – basgitarr
- Roy Erlandson – basgitarr
- Niklas Svensson – sång (2002–2004)
- Shellback (Johan Schuster) – sång (2004–2007)
- Denny Axelsson – sång (2007)

### The Blinded (2010– )
Nuvarande medlemmar
- Johan Blomström – basgitarr
- Staffan Franzén – trummor
- Martin Bergman – gitarr
- Tobias Olsson – gitarr
- Johnny Blackout	 (Linus Arelund Månsson) – sång
- Joel Andersson – sång

## Diskografi

### Stigmata
Demo
- 2000 – Painreciever
- 2002 – Tribute to Chaos

### Blinded Colony
Demo
- 2005 – Promo 2005

Studioalbum
- 2003 – Divine
- 2007 – Bedtime Prayers

### The Blinded
EP
- 2010 – EP2010